# Шеремок Антон Михайлович
Шеремок Антон Михайлович (псевдо — «Лісовий»; нар. 4 травня 1993) — український театральний режисер та актор. 

## Освіта
- 2011 — вступив на акторський факультет кафедри театру ляльок Київський національний університет театру, кіно і телебачення
- 2012 — перевівся на режисерський факультет (зав. кафедри театру ляльок Леонід Попов)
- 2014 — Закінчив Ніжинький фаховий коледж культури і митецтв
- 2016—2019 — Закінчив Київській муніципальій академії естрадного та циркового мистецтв

## Діяльність
- 2010—2011 — актор Вінницького академічного обласного театру ляльок
- 2012—2021 — актор Чернігівського обласного театру ляльок
- 2018—2022 — Режисер благодійного проекту «Art-Перемир'я» за підтримки командування ЗСУ[1],[2]
- 2015—2016 — куратор літературного проекту «Літера: відкриті читання»[3] у рамках фестивалю «Зелена сцена»[4]
- 2021—2022 — головний режисер Запорізького муніципального театру-лабораторії «Ві» (Vie)[5]
- 2022 — співавтор благодійного мистецького проекту для дітей Чернігвської області «Хата Добра»[6]

## Вибрані театральні роботи
- «Гамлет-машина» за п'єсою Гайнера Мюллера; реж. Віталій Гольцов
- «Ангелик, що загубив зірку» Нелі Шейко-Медведєвої; реж. Віталій Гольцов[7][8][9] (пеможець номінації «Найкраща вистава для дітей» Першого Всеукраїнського театрального Фестиваля-Премії «ГРА»)
- 2016 — «FUGE» за мотивами творів Пауля Целана та епісторярії Михайла Коцбинського)[10] "Тхия"
- «Солом'яний бичок» за мотивами української народної казки
- «Прийде сіренький вовчок» (Театром «ХТО»)[11]
- 2020 — «Бешкетники Святого Миколая»
- 2020 — "4′33″" перформативний фарс за Д.Кейджем та А.Аллє ( Переможець в рамках  ІІІ Міжнародного конкурсу-лабораторії молодої режисури разом з О.Анненко в Національній опереті України[12]
- 2024 — «Пессі та Ілюзія» за мотивами твору Ю. Кокко); співпостановник Віталій Гольцов (Вистава - переможець номінацій «Найкраща вистава для дітей молодшого шкільного віку», «Найкраща режисура», «Найкраща робота композитора(музика)», «Найкращий акторський дебют» Всеукраїнського фестиваля театрів ляльок «Прем'єри сезону» УНІМА-УКРАЇНА)[13][14][15]
- 2024 — «Як Король мову відшукав» Віталія Гольцова; співпостановник Віталій Гольцов

## Додаткова інформація
- Лауреат літературно-мистецької премії ім. Михайла Коцюбинського[16] [17]
- Член НСТДУ, UNIMA.

## Список приміток
1. ↑  Святкова акція «Радість дітям на Великдень» пройшла у рамках проекту «ARTПЕРЕМИР'Я», голос України, 13.5.2021
2. ↑  В Україні запрацював проєкт «ARTПЕРЕМОГА», Урядовий Кур'єр, 13.7.2022
3. ↑  ЛІТЕРА: Відкриті читання | Litcentr. litcentr.in.ua. Процитовано 17 травня 2025.
4. ↑  Facebook. www.facebook.com (англ.). Архів оригіналу за 2 грудня 2023. Процитовано 17 травня 2025.
5. ↑  Запорізький муніципальний театр-лабораторія «Ві» повідомляє результати конкурсу. Міністерства культури та стратегічних комунікацій (укр.). 27 вересня 2021. Процитовано 26 травня 2025.
6. ↑  Vadim (26 липня 2022). «Хата добра»: на Чернігівщині реалізують мистецький проєкт. ЧЕline | (рос.). Процитовано 17 травня 2025.
7. ↑  Ангелик, що загубив зірку [Архівовано 12 червня 2020 у Wayback Machine.] (Космічно-фантастична історія в стилі буф) // Чернігівський театр ляльок ім. Олександра Довженка
8. ↑  «Ангелик, який загубив зірку», шукав її у прифронтовій Попасній [Архівовано 14 листопада 2019 у Wayback Machine.]: на схід завітав ляльковий театр // 5 канал, 17.01.2019 22:46
9. ↑  Експерти про фіналіста: «Ангелик, що загубив зірку» [Архівовано 12 червня 2020 у Wayback Machine.] // НСТДУ
10. ↑  Чеван, Олександр (№ 03 (220) 21 марта, 2016). ЕЖЕМЕСЯЧНАЯ ГАЗЕТА ЧЕРНИГОВСКОЙ ЕВРЕЙСКОЙ ОБЩИНЫ (Російька) . Черниговская еврейская община,Регистрационное свидетельство: ЧГ № 150. с. 4 стр. (PDF). {{cite book}}: |archive-url= вимагає |archive-date= (довідка)
11. ↑   «Прийде сіренький вовчок», Театр ХТО м.Чернігів на YouTube
12. ↑  Артюх, Андрій (30 Листопада 2020). kyiv24.news (Україньська) . Процитовано 30 Листопада 2020. Серед переможців жюрі відзначило роботи киянки Ольги Анненко та чернігівчанина Антона Шеремока.
13. ↑  Чернігівський театр ляльок здобув перемогу на фестивалі «Прем'єри сезону». 0462.ua - Сайт міста Чернігова (укр.). Процитовано 26 травня 2025.
14. ↑  Шапошніков, Денис (17 травня 2025). Вистава театру ляльок здобула перемогу у чотирьох номінаціях фестивалю. Суспільне | Новини (укр.). Процитовано 26 травня 2025.
15. ↑  Український театр.
16. ↑  На здобуття обласної літературно-мистецької премії ім. Михайла Коцюбинського - 29 Липня 2015 - Чернігівський музей-заповідник Михайла Коцюбинського. kotsubinsky.org. Процитовано 26 травня 2025.
17. ↑  Список лауреатів премії ім.М.Коцюбинського.